# Osttimoresische Fußballnationalmannschaft
Die osttimoresische Fußballnationalmannschaft (tetum Ekipa futeból nasionál Timór Lorosa'e) ist die Fußballnationalmannschaft des südostasiatischen Inselstaates Osttimor (Timor-Leste). Sie ist das Auswahlteam des nationalen Fußballverbandes Federação Futebol Timor-Leste (FFTL). Die Mannschaft gehört zu den schwächsten der Welt. Trotzdem ist Fußball der beliebteste Sport im Lande. Am 12. September 2005 wurde Osttimor zusammen mit den Komoren in die FIFA aufgenommen.

## Geschichte
Osttimor spielte erstmals international in der Qualifikationsrunde zum Asien-Pokal im März 2003. Osttimor verlor mit 2:3 gegen Sri Lanka und 0:3 gegen Taiwan.
2004 nahm Osttimor erstmals am Tiger Cup teil. Bei dem wichtigsten Turnier in Südostasien war das Land überraschend dabei, nachdem der Asiatische Fußballverband auf einer Sitzung in Petaling Jaya entschieden hatte, Osttimor mitspielen zu lassen, obwohl es noch kein Vollmitglied des Verbandes war. Der Präsident der FFTL, Francisco Kalbuadi, wurde auch zu der Sitzung eingeladen.
2008 holten die „Crocs“ erstmals einen Punkt. Sie spielten 2:2 unentschieden gegen Kambodscha. Der Ausgleich für Kambodscha fiel erst kurz vor Spielende.
Siegreich ist die Nationalmannschaft in regionalen Spielen. Bei den Arafura Games 2009 gewann sie die Goldmedaille nach Siegen gegen die Mannschaften des australischen Northern Territorys, des indonesischen Ost-Nusa Tenggara und im Finale gegen das indonesische Aceh. Das Endspiel gewann Osttimor mit 3:0. Das U23-Team gewann als erstes osttimoresisches Team am 5. November 2011 ein Nationalspiel gegen die Auswahl von Brunei mit 2:1. Die A-Nationalelf erzielte ihren ersten Länderspielsieg in der Qualifikation zur ASEAN-Fußballmeisterschaft 2012, als Kambodscha mit 5:1 besiegt wurde.
Am 12. März 2015 spielte die Nationalmannschaft erstmals ein Länderspiel im eigenen Land. In der ersten Runde der Qualifikation zur Fußball-Weltmeisterschaft 2018 besiegte sie im Nationalstadion von Osttimor die mongolische Fußballnationalmannschaft mit 4:1 (2:0).
Am 28. Mai 2015 wurde Team-Manager Orlando Marques Henriques Mendes in Singapur verhaftet. Er soll 15.000 US-Dollar erhalten haben, damit die U23-Mannschaft Osttimors das anstehende Spiel gegen Malaysia bei den Südostasienspielen verliert. Einer der drei weiteren in diesem Fall Verdächtigen ist der ehemalige osttimoresische Nationalspieler Moises Natalino de Jesus.
Um die Nationalmannschaft zu stärken, wurde allein bis 2015 mehr als einem Dutzend Brasilianern, unter anderen Célio und Juninho, die osttimoresische Staatsbürgerschaft verliehen. Das Vorgehen rief aber Unmut bei Fans und konkurrierenden Verbänden hervor. Am 12. Dezember 2017 hat die FIFA-Disziplinarkommission Osttimor bestraft, wegen der Aufstellung von neun Nationalspielern, die wegen ihrer eigentlichen Nationalität nicht den Regeln entsprachen. Sieben Qualifikationsspiele für die Weltmeisterschaft 2018 wurden als Niederlage gewertet und der nationale Verband muss eine Strafe von 40.000 Schweizer Franken zahlen. Zuvor hatte bereits die Asian Football Confederation (AFC) Osttimor sanktioniert. In der Qualifikation war Osttimor in der zweiten Runde nach zwei Unentschieden und sechs Niederlagen in der Gruppe A ausgeschieden.

## Ergebnisse Osttimors

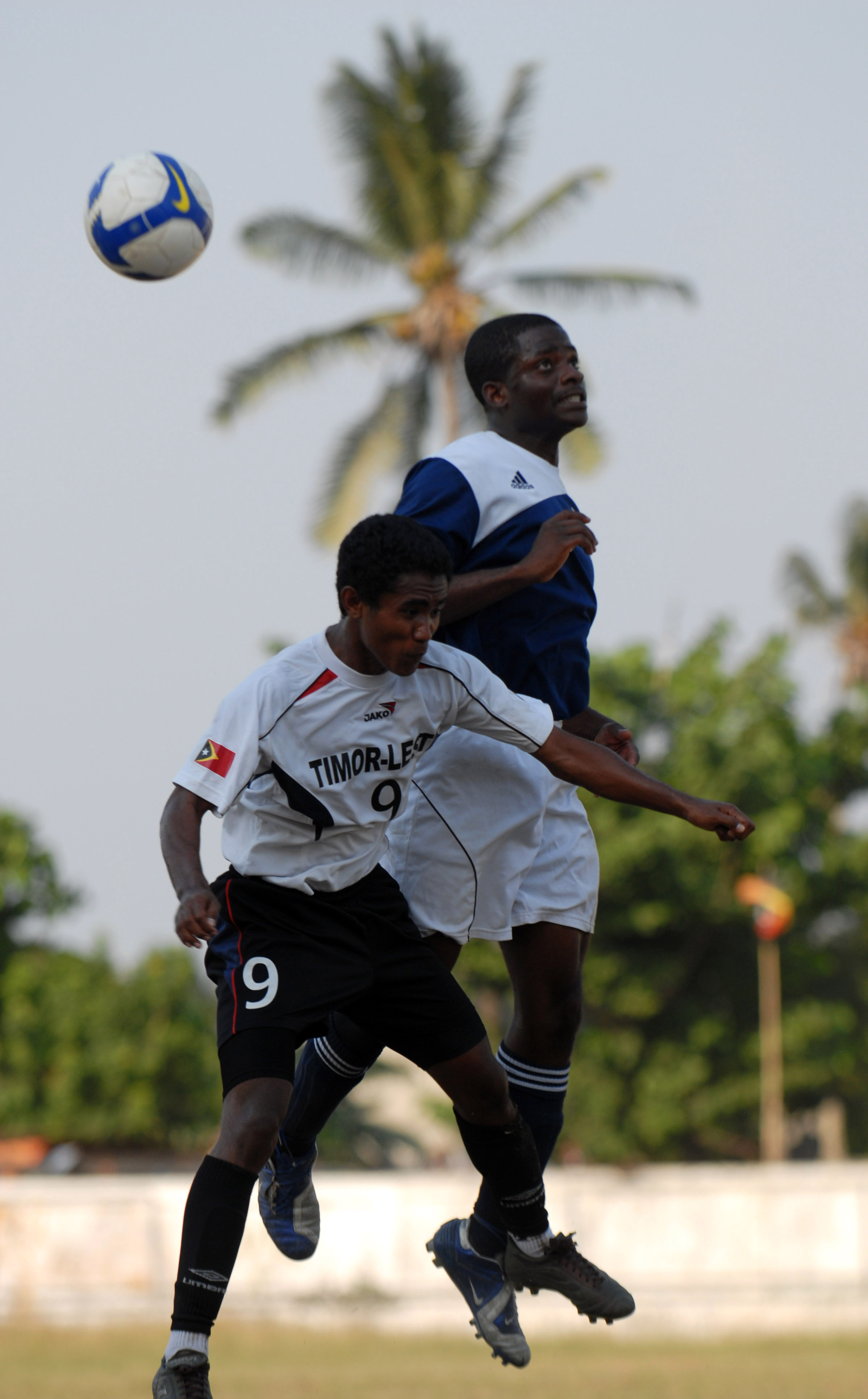
Freundschaftsspiel zwischen der U17-Mannschaft und Seeleuten der US Navy (2009)

### Asia Cup

#### Qualifikation Asia Cup 2003 inSri Lanka
- Osttimor – Sri Lanka 2:3 (21. März 2003, Sri Lanka)
- Osttimor – Taiwan 0:3 (23. März 2003, Sri Lanka)

### Jogos da Lusofonia

#### Lusophonie 2006inMacau
- Osttimor – Mosambik 0:5 (4. Oktober 2006)
- Osttimor – Angola 0:5 (6. Oktober 2006)

### Asean Football Championship(ehemals Tiger Cup)

#### ASEAN-Fußballmeisterschaft 2004
- Osttimor – Malaysia 0:5 (8. Dezember 2004, Bukit Jalil)
- Osttimor – Thailand 0:8 (12. Dezember 2004, Bukit Jalil)
- Osttimor – Philippinen 1:2 (14. Dezember, Bukit Jalil)
- Osttimor – Myanmar 1:3 (16. Dezember 2004, Bukit Jalil)

Osttimor landete in der Gruppe B auf dem 5. und letzten Platz mit 0 Punkten und 2:18 Toren und schied aus dem Turnier aus.

#### Qualifikation 2006 auf den Philippinen
- Osttimor – Brunei 2:3 (12. November 2006, Bacolod)
- Osttimor – Philippinen 0:7 (14. November 2006, Bacolod)
- Osttimor – Laos 2:3 (16. November 2006, Bacolod)
- Osttimor – Kambodscha 1:4 (20. November 2006, Bacolod)

Osttimor landete auf dem 5. und letzten Platz mit 0 Punkten und 5:17 Toren und konnte sich somit nicht für die Endrunde qualifizieren.

#### ASEAN-Fußballmeisterschaft 2012
Bei der Qualifikationsrunde gelangen Osttimor die ersten Siege in der Geschichte.
- Osttimor – Kambodscha 5:1 (5. Oktober 2012, Yangon)
- Osttimor – Myanmar 1:2 (7. Oktober 2012, Yangon)
- Osttimor – Laos 3:1 (9. Oktober 2012, Yangon)
- Osttimor – Brunei 2:1 (13. Oktober 2012, Yangon)

### Südostasienspiele

#### Vientiane 2009
- Osttimor – Malaysia 0:11 (2. Dezember 2009, Chao Anuvong Stadion, Vientiane)
- Osttimor – Vietnam 0:4 (4. Dezember 2009, Chao Anuvong Stadion, Vientiane)
- Osttimor – Kambodscha 1:4 (8. Dezember 2009, Chao Anuvong Stadion, Vientiane)

### FIFA-Fußballweltmeisterschaft

#### Qualifikationen zur FIFA-Fußballweltmeisterschaft
Erstmals nahm Osttimor an der Qualifikation zu einer Fußballweltmeisterschaft 2010 teil. Es schied aber gleich in der ersten Runde der Qualifikation in Asien aus. Gegen Hongkong verlor man sowohl das Hinspiel im Stadion Kapten I Wayan Dipta in Gianyar/Bali am 21. Oktober 2007 mit 2:3, als auch das Rückspiel in Hong Kong am 28. Oktober mit 8:1.
Auch vier Jahre später scheiterte das Team von Osttimor in der ersten Runde. In zwei Partien gegen Nepal, die wegen der infrastrukturellen Probleme Osttimors beide in der nepalesischen Hauptstadt Kathmandu ausgetragen wurden, unterlag das Team mit 1:2 und 0:5 und schied damit am 2. Juli 2011 als erste Mannschaft aus der WM-Qualifikation aus.
In der Qualifikation für die WM 2018 traf die Mannschaft in der ersten Runde im März 2015 auf die Mongolei. Das Hinspiel in Dili wurde mit 4:1 gewonnen, das Rückspiel mit 1:0. In der zweiten Runde traf die Mannschaft auf die Vereinigten Arabischen Emirate, Saudi-Arabien, Palästina und Malaysia. Bereits nach sechs Spielen, in denen kein Sieg gelang, hatte die Mannschaft keine Chance mehr sich für die Weltmeisterschaft zu qualifizieren.
In der Qualifikation für die Fußball-Weltmeisterschaft 2022 traf die Mannschaft in der ersten Runde im Juni 2019 auf Malaysia. Osttimor verlor beide Auftaktspiele der ersten Runde gegen Malaysia mit 7:1 und 1:5 und schied damit aus.
In der Qualifikation für die Fußball-Weltmeisterschaft 2026 traf die Mannschaft in der ersten Runde im Oktober 2023 auf Chinese Taipei. Osttimor verlor beide Auftaktspiele der ersten Runde gegen Chinese Taipei mit 4:0 und 0:3 und schied damit aus.

### Asienmeisterschaften

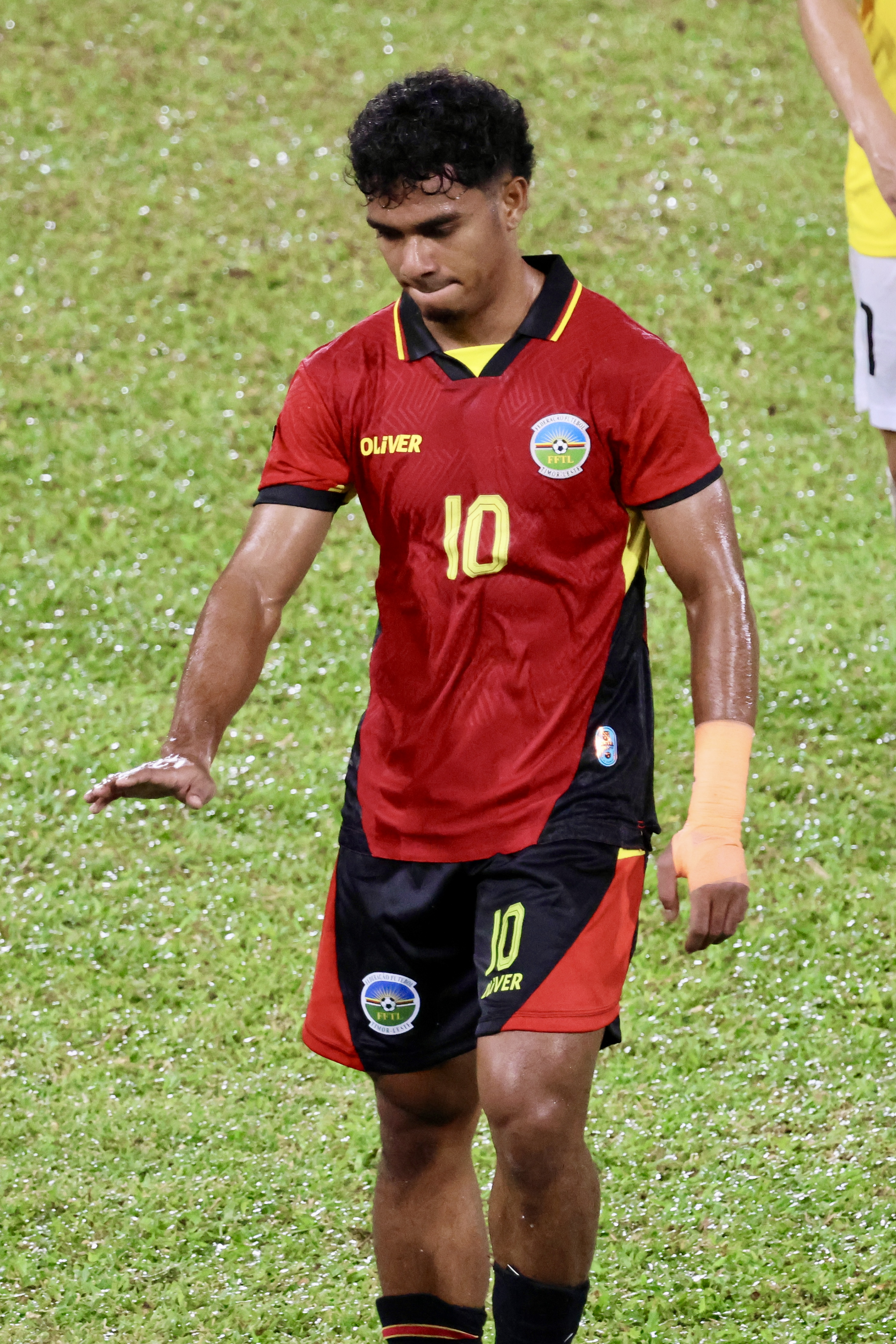
João Pedro im Spiel gegen Brunei 2024

- 1956 bis 1972: nicht teilgenommen, war Teil von Portugal
- 1976 bis 2000: nicht teilgenommen, war Teil von Indonesien
- 2004: nicht qualifiziert
- 2007 bis 2015: nicht teilgenommen
- 2019: nicht qualifiziert
- 2024: von der AFC gesperrt

### AFC Challenge Cup
- 2006: nicht teilgenommen
- 2008 – Zurückgezogen
- 2010 bis 2014: nicht teilgenommen

### AFC Solidarity Cup
- 2016 – Vorrunde
- 2020 – qualifiziert, Turnier aufgrund der COVID-19-Pandemie abgesagt.[8]

## Trainer
Seit dem Tiger Cup im Dezember 2004 trainierte der Portugiese José Luís die Nationalmannschaft. Er war in den 1970er Jahren Stürmer bei Benfica Lissabon. Während seiner Trainerkarriere übernahm er die Jugendmannschaften von Benfica und Mannschaften der Zweiten Portugiesischen Liga. Nach João Paulo, wurde neuer Trainer Pedro Almeida, ein Motorradmechaniker aus Dili. Von 2018 bis 2019 war Norio Tsukitate Trainer. Er wurde 2019 abgelöst vom Portugiesen Fabiano Flora, der zuvor Trainer des osttimoresischen Erstligisten Boavista Futebol Clube Timor-Leste war. 2022 übernahm der Malaysier Gopalkrishnan Ramasamy und seit 2024 ist Simón Elissetche aus Chile neuer Nationaltrainer.
- Fernando Alcântara (2015–2016)
- Fábio Magrão (2016)
- Simón Elissetche (2017–2018)
- Norio Tsukitate (2018–2019)
- Fabiano Flora (2019–2022)
- Gopalkrishnan Ramasamy (2022 bis 2023)
- Simón Elissetche (seit 2024)

## Mannschaft
Kapitän der Mannschaft war 2009 Anggisu Barbosa vom Verein FC Porto Taibesi, einen der führenden Clubs von Osttimor. Die meisten Spieler stammen aus der Landeshauptstadt Dili, einige aber aus Maliana. Torwart war Henrique Oliveira. Weitere Spieler waren Mazario do Capmo, Nazaro Carmo, João Paulo, Bartholomeu Valadaires, Bartholomeu Verdial und Savio Ximenes. Bei der Südostasienmeisterschaft 2024 ist João Pedro vom kambodschanischen Erstligisten Angkor Tiger Kapitän der Auswahl.

## Rekordspieler
(Stand: 17. Dezember 2024)
| Spiele | Spieler            | Position   | Zeitraum  | Tore |
| ------ | ------------------ | ---------- | --------- | ---- |
| 30     | Anggisu Barbosa    | Mittelfeld | 2008–2016 | 4    |
| 27     | Ade Trindade       | Abwehr     | 2008–2018 | 3    |
| 26     | José Fonseca       | Mittelfeld | 2010–2017 | 0    |
| 25     | Henrique Cruz      | Sturm      | 2015–2018 | 3    |
| 25     | Nelson Viegas      | Abwehr     | 2016–     | 1    |
| 23     | Nataniel Reis      | Mittelfeld | 2014–2018 | 1    |
| 22     | Eusebio de Almeida | Angriff    | 2007–2015 | 0    |
| 22     | Rufino Gama        | Sturm      | 2016–     | 7    |
| 22     | João Pedro         | Sturm      | 2018–     | 7    |

| Tore | Spieler           | Position   | Zeitraum  | Spiele |
| ---- | ----------------- | ---------- | --------- | ------ |
| 7    | Rufino Gama       | Sturm      | 2016–     | 22     |
| 7    | João Pedro        | Sturm      | 2018–     | 22     |
| 6    | Murilo de Almeida | Sturm      | 2012–2014 | 8      |
| 4    | Anggisu Barbosa   | Mittelfeld | 2008–2016 | 30     |
| 4    | Quito Carmo       | Sturm      | 2016–     | 16     |
| 3    | Emílio da Silva   | Sturm      | 2004–2012 | 12     |
| 3    | Ade Trindade      | Abwehr     | 2008–2018 | 27     |
| 3    | Henrique Cruz     | Sturm      | 2015–2018 | 25     |
| 3    | Mouzinho          | Sturm      | 2019–     | 12     |

Quellen: 

## Nationalstadion
Das Nationalstadion von Osttimor in Dili hat eine Kapazität von 15.000 Plätzen. Da es für Länderspiele nur bedingt einsetzbar ist, wurde das Qualifikationsspiel für die FIFA-Weltmeisterschaft 2010 im Stadion Kapten I Wayan Dipta in Gianyar auf Bali durchgeführt. Erst am 12. März 2015 wurde erstmals hier ein Länderspiel ausgerichtet.

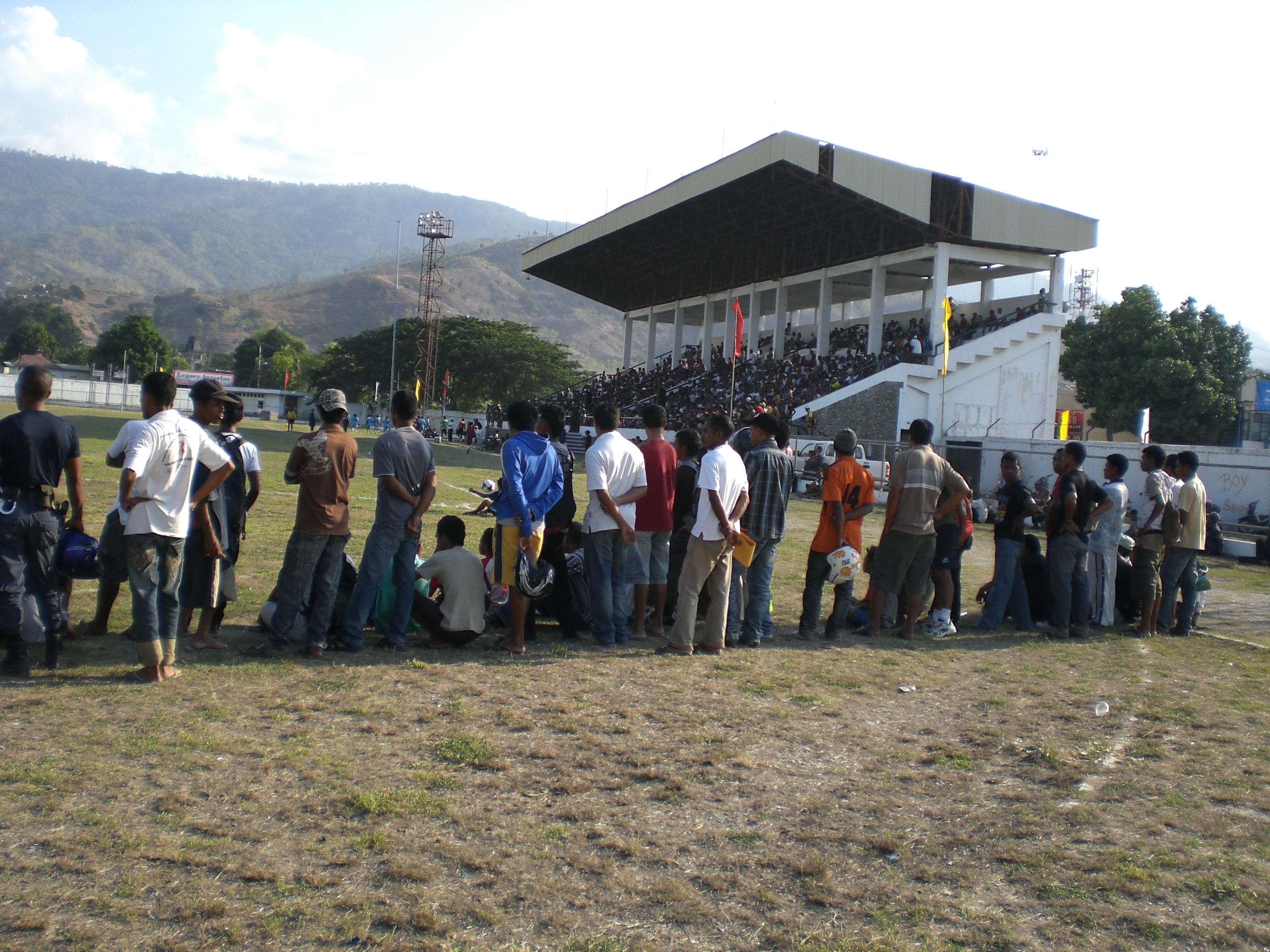
Nationalstadion in Dili
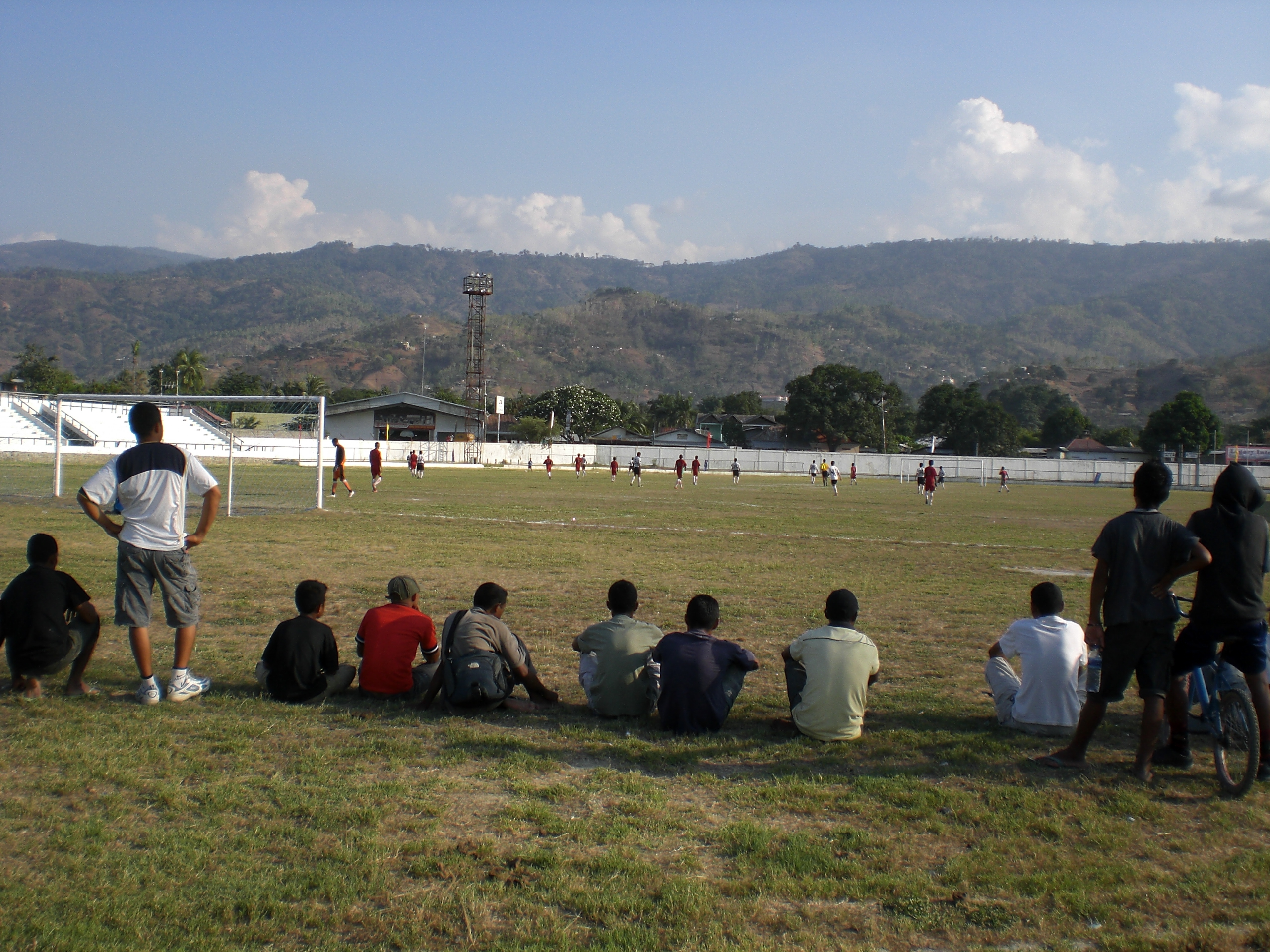
Nationalstadion in Dili